# Paranapis insula
Paranapis insula är en spindelart som först beskrevs av Forster 1951.  Paranapis insula ingår i släktet Paranapis och familjen Anapidae. Inga underarter finns listade i Catalogue of Life.